# 전동 칫솔

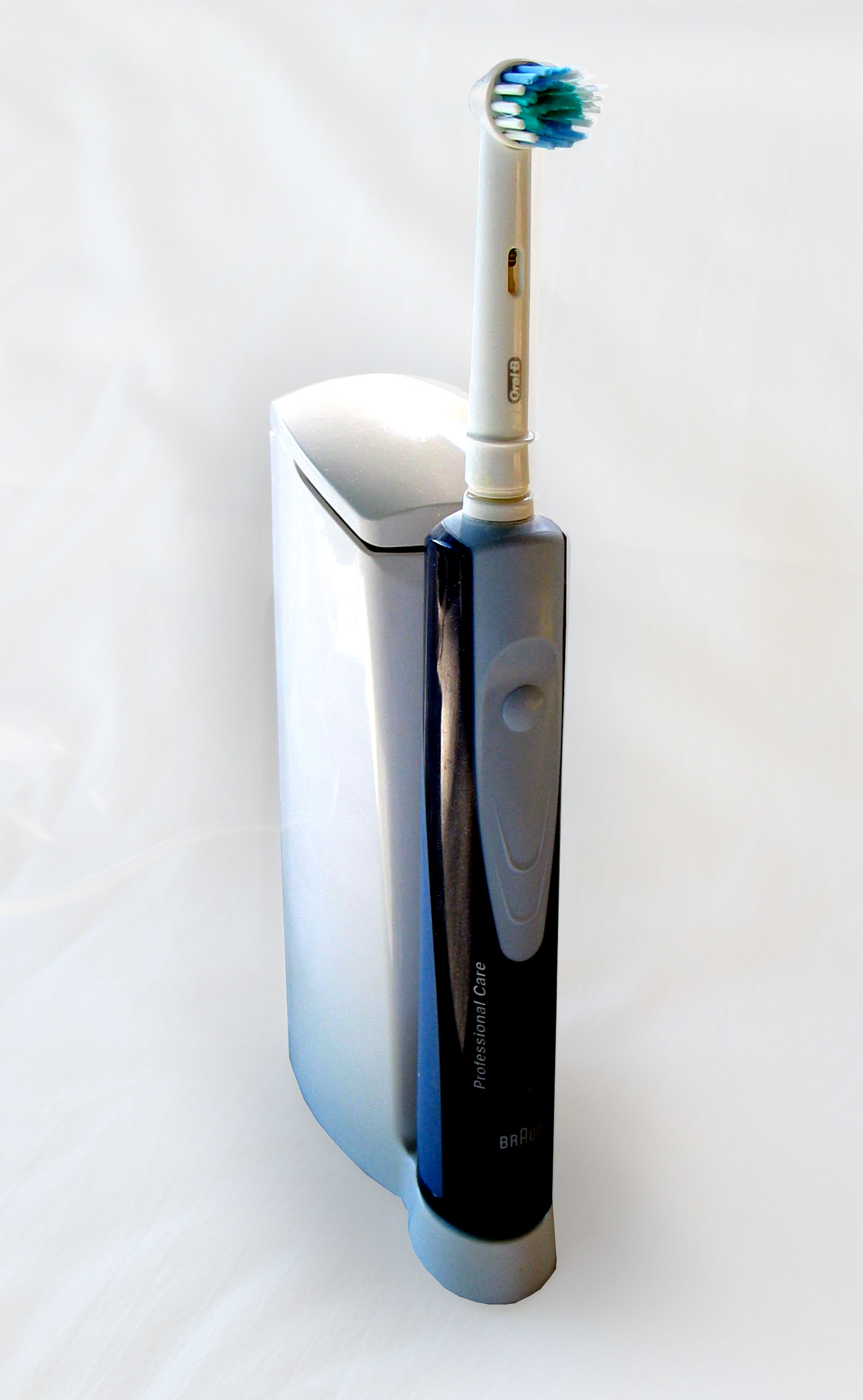
전동 칫솔

전동 칫솔(電動齒―, 영어: electric toothbrush)은 배터리 또는 충전하여 자동으로 칫솔질을 해주는 칫솔이다. 아주 빠르게 상하좌우 돌아가기 때문에 잘 닦인다. 본체와 칫솔모 사이에 장착이 제대로 안 되면 작동이 잘 되지 않으므로 칫솔모와 잘 결합하는 것이 좋다.
전동칫솔은 치아를 닦기 위해 앞뒤 진동 또는 회전 진동(칫솔 헤드가 시계 방향과 반시계 방향으로 회전)의 빠른 자동 강모 동작을 수행한다. 음속 이하의 움직임은 모터에 의해 만들어진다. 초음파 칫솔의 경우 압전 결정에 의해 초음파 운동이 생성된다. 최신 전동칫솔은 일반적으로 사용 사이에 브러시가 충전대에 있을 때 유도 충전을 통해 충전되는 충전식 배터리로 전원을 공급받는다.
전동칫솔은 움직임의 주파수(속도)에 따라 가청 범위(분당 20~20,000Hz 또는 2400~2,400,000회 움직임)보다 낮거나, 가청 범위 이상으로 움직이는지 전동 칫솔, 음파 칫솔, 초음파 칫솔로 분류할 수 있다.

## 역사
전동칫솔의 최초 사례는 톰린슨 모슬리(Tomlinson Moseley)에 의해 처음 생산되었다. 모토덴트(Motodent)라는 이름으로 판매된 이 특허는 1937년 12월 13일 그의 회사인 모토덴트사(Motodent Inc.)에 의해 제출되었다. 이후 전동칫솔 브록스덴트(Broxodent)는 1954년 스위스에서 필립 가이 우그 박사(Dr. Philippe Guy Woog)가 발명하였다. 최초의 전동칫솔은 1954년 스위스에서 개발되었으며 1961년에는 재충전이 가능한 무선 전동칫솔이 등장했다. 초기 전동칫솔은 손의 운동 기능이 불편한 환자 혹은 교정환자를 위해 개발되었다.
브록소(Broxo) 전동 칫솔은 1960년 E. R. 스퀴브 앤 선즈 제약(E. R. Squibb and Sons Pharmaceuticals)에 의해 미국에 출시되었다. 출시 후 스퀴브에 의해 브록소덴트(Broxo-Dent 또는 Broxodent)라는 이름으로 미국에서 판매되었다. 1980년대에 Squibb은 브록소덴트 라인의 유통을 브리스톨마이어스 스퀴브(Bristol-Myers Squibb)의 서머셋 랩스(Somerset Labs) 사업부로 이전했다.
GE의 자동 칫솔은 1960년대 초에 출시되었다. 충전식 니켈-카드뮴 전지가 포함된 무선 제품으로 휴대하기는 쉽지만 2D 셀 손전등 손잡이 정도의 크기로 다소 부피가 컸다. 이 기간의 니켈-카드뮴 배터리는 메모리 효과로 인해 어려움을 겪었다. GE 자동 칫솔에는 핸드피스를 수직으로 고정하는 충전 스탠드가 함께 제공된다. 대부분의 장치는 충전기에 보관되어 있었는데 이는 니켈-카드뮴 전지의 최대 서비스 수명을 얻는 가장 좋은 방법은 아니다. 또한 초기 니켈-카드뮴 배터리는 수명이 짧은 경향이 있었다. 배터리는 GE 장치 내부에 밀봉되어 있었고 배터리가 고장 나면 장치 전체를 폐기해야 했다.
욕실 환경에서 AC 라인 전압 기기를 사용하는 것은 문제가 있었다. 1990년대 초 UL(Underwriter Laboratories) 및 CSA(Canadian Standards Association)는 더 이상 욕실용 선전압 기기 인증을 받지 않았다. 최신 기기는 저전압(일반적으로 12, 16 또는 24V)에서 작동하기 위해 강압 변압기를 사용해야 했다. 많은 국가의 배선 표준에서는 욕실 콘센트를 RCD/GFCI 장치로 보호해야 한다고 요구한다(예: 미국에서는 1970년대 이후 신축 욕실 콘센트에 대해 요구됨).
1990년대에는 브록소의 최초 설계에 대한 안전 인증에 문제가 있었다. 더욱이, 개선된 배터리로 작동되는 칫솔은 엄청난 경쟁을 불러일으켰다.
최초의 초음파 칫솔은 처음에는 울티마(Ultima)로, 나중에는 울트라소넥스(Ultrasonex)로 불렸으며 1992년 미국에서 특허를 얻었고, 같은 해 FDA는 매일 가정용으로 사용할 수 있도록 승인했다. 처음에 울티마는 초음파로만 작동했지만 몇 년 후 울트라소넥스 브러시에 추가 음파 진동을 제공하기 위해 모터가 추가되었다. 오늘날 여러 개의 초음파 칫솔은 초음파와 음파 진동을 동시에 제공한다. 현대에는 부끄러움을 피하고 싶은 사람들을 위해 진동기 대신 전동 칫솔이 사용되었다.
수동 칫솔과 비교할 때 전동 칫솔이 환경에 부정적인 영향을 미치는 것으로 나타났다.

## 효과
2014년 코크란 (단체) 리뷰에서는 전동 칫솔이 수동 칫솔보다 더 많은 플라그를 제거하고 치은 염증을 더 많이 감소시키는 것으로 나타났다. 이 리뷰에서는 전동 칫솔이 수동 칫솔보다 더 효과적인 것으로 나타났다. 예를 들어, 사용 1~3개월 후에 플라크 축적과 치은 염증이 각각 11%와 6% 감소했다. 3개월 사용 후 관찰된 감소는 훨씬 더 컸다. 즉, 플라크가 21% 감소하고 치은 염증이 11% 감소했다. 임상 환경에서 이러한 차이의 규모는 여전히 의문의 여지가 있지만 다른 리뷰에서도 비슷한 결론에 도달했다. 또 다른 대규모 연구 검토에서는 전동 칫솔이 어린이용 수동 칫솔보다 플라그 제거에 더 효과적이라는 결론을 내렸다. 손재주가 제한적이거나 뒷니에 접근하기 어려운 환자의 경우 전동 칫솔이 특히 도움이 될 수 있다.
다양한 전동 칫솔의 효율성과 관련하여 진동 회전 모델은 수동 칫솔보다 더 많은 플라그를 제거하는 것으로 나타났다. 교정 치료를 받는 환자를 위한 진동 회전 칫솔의 효과가 수동 칫솔보다 우수하다는 것을 입증하는 보다 구체적인 연구도 수행되었다. 특히 2014년 코크란 리뷰(Cochrane Review)에서는 진동 회전 전동 칫솔만이 수동 칫솔에 비해 통계적으로 유의미한 이점을 지속적으로 제공할 수 있었다. 이는 진동 회전 전동 칫솔이 다른 전동 칫솔보다 더 효과적일 수 있음을 시사한다. 진동 회전 칫솔이 고주파 음파 전동 칫솔보다 더 효과적이라는 새로운 연구 결과가 나오면서 더 최근의 증거도 이를 뒷받침한다. 전반적으로 진동 회전 칫솔은 치은 염증과 플라크를 줄이는 데 효과적이다.
전동칫솔의 효과에 영향을 미치는 다른 요인으로는 칫솔질에 소요되는 시간, 칫솔모 상태 등이 있다. 제조업체에서는 3개월마다 또는 칫솔모의 성능이 눈에 띄게 저하되는 즉시 헤드를 교체할 것을 권장한다.